# Sinapsi elèctrica
Una sinapsi elèctrica és un enllaç mecànic i elèctricament conductor entre dues neurones veïnes que es forma en un buit estret entre les neurones pre i postsinàptiques coneguda com a unió gap. A les unions de buits, aquestes cèl·lules s'acosten a uns 3,8 nm l'un de l'altre, una distància molt més curta que la distància de 20 a 40 nanòmetres que separa les cèl·lules a la sinapsi química. En molts animals, sistemes basats en sinapsis elèctriques coexisteixen amb sinapsis químiques.

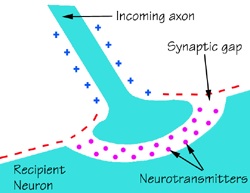
Diagrama de sinapsi: les cèl·lules es comuniquen mitjançant missatges elèctrics passats des de l'axó d'una cèl·lula nerviosa a la dendrita d'una altra. Aquesta transmissió no és elèctrica, sinó que està mediada per substàncies químiques anomenades neurotransmissors com la serotonina i la dopamina alliberades a la sinapsi, l'espai entre l'axó i la dendrita. Un desequilibri, massa o massa poc, pot provocar una comunicació inadequada i símptomes físics o psicològics.

En comparació amb les sinapsis químiques, les sinapsis elèctriques condueixen els impulsos nerviosos més ràpidament, però, a diferència de les sinapsis químiques, no tenen guany : el senyal de la neurona postsinàptica és igual o més petit que el de la neurona d'origen. Les bases fonamentals per percebre les sinapsis elèctriques es redueixen als connexons que es troben a la unió gap entre dues neurones. Les sinapsis elèctriques es troben sovint en sistemes neuronals que requereixen la resposta més ràpida possible, com els reflexos defensius. Una característica important de les sinapsis elèctriques és que són majoritàriament bidireccionals (permeten la transmissió d'impulsos en qualsevol direcció).

## Estructura
Cada unió gap (també coneguda com unió de nexe) conté nombrosos canals d'unió gap que travessen les membranes plasmàtiques d'ambdues cèl·lules. Amb un diàmetre lumen d'aproximadament 1,2 a 2,0 nm, el porus d'un canal d'unió gap és prou ample per permetre que els ions i fins i tot molècules de mida mitjana com les molècules de senyalització flueixin d'una cèl·lula a l'altra, connectant així el citoplasma de les dues cèl·lules. Així, quan el potencial de membrana d'una cèl·lula canvia, els ions poden passar d'una cèl·lula a una altra, portant càrrega positiva amb ells i despolaritzant la cèl·lula postsinàptica.
Els embuts d'unió gap estan formats per dos hemicanals anomenats connexons en els vertebrats, un aportat per cada cèl·lula a la sinapsi. Els connexons estan formats per sis 7.5 subunitats proteiques de quatre passos de nm de llargària que abasten membrana anomenades connexines, que poden ser idèntiques o lleugerament diferents entre si.
Una autapsi és una sinapsi elèctrica (o química) que es forma quan l'axó d'una neurona fa sinapsis amb les seves pròpies dendrites.

## Efectes
Encara que són una minoria clara, es troben en determinades regions del cos humà, com l'hipotàlem. La simplicitat de les sinapsis elèctriques dona lloc a sinapsis ràpides, però només poden produir comportaments simples en comparació amb les sinapsis químiques més complexes.
- Sense la necessitat que els receptors reconeguin missatgers químics, la transmissió del senyal a les sinapsis elèctriques és més ràpida que la que es produeix a través de les sinapsis químiques, el tipus predominant d'unions entre neurones. La transmissió química presenta un retard sinàptic: els enregistraments de les sinapsis de calamar i les unions neuromusculars de la granota revelen un retard de 0,5 a 4,0 mil·lisegons, mentre que la transmissió elèctrica es produeix gairebé sense retard. Tanmateix, la diferència de velocitat entre les sinapsis químiques i elèctriques no és tan marcada en els mamífers com en els animals de sang freda.
- Com que les sinapsis elèctriques no impliquen neurotransmissors, la neurotransmissió elèctrica és menys modificable que la neurotransmissió química.
- La resposta és sempre el mateix signe que la font. Per exemple, la despolarització de la membrana presinàptica sempre induirà una despolarització a la membrana postsinàptica, i viceversa per a la hiperpolarització.
- La resposta a la neurona postsinàptica és en general més petita en amplitud que la font. La quantitat d'atenuació del senyal es deu a la resistència de la membrana de les neurones presinàptiques i postsinàptiques.
- Es poden observar canvis a llarg termini a les sinapsis elèctriques. Per exemple, es veuen canvis en les sinapsis elèctriques de la retina durant les adaptacions de la retina a la llum i la foscor.